# Cristián González
Cristián Rodrigo González Gallegos (Temuco, Chile, 16 de agosto de 1985) es un futbolista chileno. Juega como mediocampista en Imperial Unido de la Tercera División A de Chile. Hizo inferiores en Deportes Temuco y debutó en el mismo club en 2005, en Primera División.

## Clubes
| Club                       | País  | Año       |
| -------------------------- | ----- | --------- |
| Deportes Temuco            | Chile | 2005-2008 |
| Lota Schwager              | Chile | 2009-2011 |
| San Luis                   | Chile | 2012      |
| Unión San Felipe           | Chile | 2012-2013 |
| Deportes Temuco            | Chile | 2013-2017 |
| Deportes Valdivia          | Chile | 2018-2021 |
| Independiente de Cauquenes | Chile | 2021      |
| Deportes Valdivia          | Chile | 2022-2023 |
| Imperial Unido             | Chile | 2024-Act. |

## Palmarés

### Campeonatos nacionales
| Título    | Club            | País  | Año     |
| --------- | --------------- | ----- | ------- |
| Primera B | Deportes Temuco | Chile | 2015-16 |

- Datos: Q5791591